# 朱慈燃
朱慈燃（1623年11月4日—1623年11月4日），明熹宗朱由校長子、母孝哀悊皇后张氏。
朱慈燃在天啟三年十月己巳（1623年11月4日）出生，生下时已是死胎，追封為懷沖太子。